# Abbaye Sainte-Marie de Pornic
Pour les articles homonymes, voir Abbaye Sainte-Marie.
 (mars 2010).
Si vous disposez d'ouvrages ou d'articles de référence ou si vous connaissez des sites web de qualité traitant du thème abordé ici, merci de compléter l'article en donnant les références utiles à sa vérifiabilité et en les liant à la section « Notes et références ».
L'abbaye Sainte-Marie de Pornic est une ancienne abbaye située à Sainte-Marie-sur-Mer sur la commune de Pornic, en Loire-Atlantique. Abbaye importante, elle rayonnait au Moyen Âge sur plus d'une dizaine de paroisses et prieurés.

## Histoire
Au VIIe siècle, avec la construction de l'abbaye de Noirmoutier sous la direction de saint Philibert, le christianisme va se développer tout autour de la baie et du golfe de Machecoul. À la tête d'une communauté importante, Philibert, avec l'appui de l'évêque de Poitiers Ansoald, va étendre les salines, créer une flotte de pêche et de commerce qui travaillera avec l'Angleterre, l'Écosse et surtout la Bretagne. 
Philibert envoie ses moines créer dans le Bas-Poitou de l'époque, des prieurés paroissiaux. Les chapelles construites par les moines philibertins et dédiées le plus souvent à la Vierge, vont se rencontrer à Sion (commune de Saint-Hilaire-de-Riez), à Sainte-Marie des Moutiers, à Saint-Cyr-en-Retz, à Saint-Viaud, à La Plaine-sur-Mer, à Saint Brévin et sur l'oppidum de Sainte Croix à Machecoul.
Au IXe siècle, les édifices religieux subissent les attaquent multiples des Vikings. Les abbayes et villages se regroupent en communautés de défense au sein du comté d'Herbauges organisé pour défendre le Bas-Poitou. Rezé en sera la capitale.
En 851, Erispoë et le roi de France, Charles le Chauve, signent le traité d'Angers qui permet à la Bretagne d'élargir son territoire en occupant le pays rennais, le pays nantais et le pays de Retz. Ces pays (pagus) deviennent les Marches de Bretagne.
Au Xe siècle le duc de Bretagne Alain Barbe-Torte érige une forteresse dans la vallée de Pornic pour protéger la ville des Vikings, plus tard elle deviendra la propriété de Gilles de Rais dont s'inspira Charles Perrault pour son conte Barbe bleue.
La chapelle Sainte-Marie de Pornic va plusieurs fois changer de mains. 
Au XIe siècle elle est occupée par les moines de Saint-Sauveur de Redon.
Au XIIe siècle, ce sont les religieux de l'abbaye Saint-Serge d'Angers, déjà installés non loin de là, à Chéméré, qui y travaillent et l'agrandissent. Bientôt arrivent les augustins venus de Doulon qui reconstruisent l'église de Sainte-Marie et le monastère avec son cloître.
Au XVIIe siècle, l'abbaye est abandonnée par les moines et tombe en ruines au cours du siècle suivant.
L'abbaye occupait le centre du bourg de Sainte-Marie-sur-Mer et les jardins de l'ancienne cure.

## Prieurés
- Prieuré de Rohars, en Bouée.

### Sources et bibliographie
- Jean-François Caraës, "L’ancienne abbaye Sainte-Marie de Pornic, site et architecture", Revue de la Société des historiens du pays de Retz, n° 28, 2009, p. 41-54